# Красноярское сельское поселение (Марий Эл)
Красноярское сельское поселение — муниципальное образование (сельское поселение) в составе Звениговского района Марий Эл Российской Федерации.
Административный центр поселения — село Красный Яр.

## История
Статус и границы сельского поселения установлены Законом Республики Марий Эл от 18 июня 2004 года № 15-З «О статусе, границах и составе муниципальных районов, городских округов в Республике Марий Эл».

## Население
| 2010  | 2011  | 2012  | 2013  | 2014  | 2015  | 2016  |
| ----- | ----- | ----- | ----- | ----- | ----- | ----- |
| 3221  | ↘3211 | ↘3176 | ↘3157 | ↘3112 | ↗3139 | ↗3140 |
| 2017  | 2018  | 2019  | 2020  | 2021  | 2023  |       |
| ↗3155 | ↘3140 | ↘3104 | ↘3091 | ↘2771 | ↘2745 |       |

## Состав поселения
В состав сельского поселения входят 11 населённых пунктов:
| №  | Населённый пункт | Тип населённого пункта       | Население |
| -- | ---------------- | ---------------------------- | --------- |
| 1  | Арзебеляк        | деревня                      | ↘99       |
| 2  | Большие Маламасы | деревня                      | ↘349      |
| 3  | Иркино           | деревня                      | ↗320      |
| 4  | Кожла            | деревня                      | ↘110      |
| 5  | Красный Яр       | село, административный центр | ↗1159     |
| 6  | Малые Маламасы   | деревня                      | ↘240      |
| 7  | Северный         | выселок                      | ↗16       |
| 8  | Сергушкино       | деревня                      | ↗189      |
| 9  | Сосновка         | деревня                      | ↘427      |
| 10 | Торганово        | деревня                      | ↗253      |
| 11 | Шалангуш         | деревня                      | ↗59       |